# Sieden-Heerde
Sieden-Heerde war ein Dorf in der Altmark und wurde bereits im Mittelalter zur Wüstung.

## Lage
Die Dorfstelle befand sich in der Nähe des gleichfalls wüst gewordenen Dorfes Hohen-Heerde, südlich der kleinen Erhebung Hohes Feld zwischen Breitenfeld (Gardelegen), Jeggau und Quarnebeck.

## Geschichte
Im Jahr 1472 erfolgte eine erste urkundliche Erwähnung des Orts, der zu diesem Zeitpunkt jedoch bereits wüst war. Vermutlich wurde Sieden-Heerde bereits im 14. Jahrhundert aufgegeben. Aufgrund des Namens wird davon ausgegangen, dass das Dorf eine deutsche Siedlung war. Möglicherweise in der Mitte des 15. Jahrhunderts erwarb Ludolf von Alvensleben die wüste Gemarkung. Für 70 Rheinische Gulden und drei Wispel Roggen verkaufte von Alvensleben wiederverkäuflich mit der Urkunde vom 1. Januar 1472 Sieden-Heerde und das benachbarte Hohen-Heerde an Ludolf von dem Knesenbneck und dessen Söhne Werner und Meinhard. Später befand sich der Ort wieder im Besitz der Familie von Alvensleben, möglicherweise hatte man das Wiederkaufsrecht ausgeübt. Am 31. März 1521 veräußerte Ritter Ludolf von Alvensleben, Busses Sohn, hoegen und sieden Heeren, de belegen sind twischen Bredefeld und Jeggau für 400 Salzwedler Mark an das Kloster Dambeck.
Heute sind vor Ort keine Spuren der ehemaligen Siedlung mehr zu erkennen.